# アラスキAES
アラスキAES（Araski AES）は、スペイン・バスク州アラバ県ビトリア＝ガステイスを本拠地とする女子バスケットボールチーム。2010年設立。リーガ・フェミニーナ所属。2013年以降のホームアリーナはポリデポルティーボ・メンディソロツァ。スポンサーネームはラクトゥラーレ・アラスキ（Lacturale Araski）。

## 歴史
2010年9月、バスク州アラバ県ビトリア＝ガステイスを本拠地とするアバロアとUPVアラバが合併してアラスキが設立された。
2015-16シーズンのリーガ・フェミニーナ2（2部）では2位となり、初めてリーガ・フェミニーナ・バロンセスト（1部）に昇格した。2016-17シーズンのリーガ・フェミニーナではレギュラーシーズン6位でプレーオフに出場し、プレーオフでは1回戦に勝利してベスト4となった。リーガ・フェミニーナ初参戦でプレーオフのベスト4に進出した初めてのクラブである。国内カップであるコパ・デ・ラ・レイナでもやはりベスト4となっている。

## スポンサー名称
- 2010-2011 カハ・ビタル・クチャ (Caja Vital Kutxa)
- 2011-2013 カハ・ビタル・クチャUPV (Caja Vital Kutxa UPV)
- 2013-2014 UPV/EHUアラバ・アラスキ (UPV/EHU Araba Araski)
- 2015- ラクトゥラーレ・アラスキ (Lacturale Araski)

## 成績
| シーズン | 部  | 国内リーグ            | 順位          | 国内カップ |
| -------- | --- | --------------------- | ------------- | ---------- |
| 2010–11  | 3部 | プリメーラ            | 4位           |            |
| 2011–12  | 3部 | プリメーラ            | 2位           |            |
| 2012–13  | 3部 | プリメーラ            | 1位           |            |
| 2013–14  | 2部 | リーガ・フェミニーナ2 | 9位           |            |
| 2014–15  | 2部 | リーガ・フェミニーナ2 | 7位           |            |
| 2015–16  | 2部 | リーガ・フェミニーナ2 | 2位           |            |
| 2016–17  | 1部 | リーガ・フェミニーナ  | 6位 / ベスト4 | ベスト4    |
| 2017–18  | 1部 | リーガ・フェミニーナ  | 10位          |            |
| 2018–19  | 1部 | リーガ・フェミニーナ  |               |            |

## タイトル
- リーガ・フェミニーナ2（英語版）: (1)
  - 2015–16